# Heseltine Motor Corporation
Heseltine Motor Corporation war ein US-amerikanischer Hersteller von Automobilen.

## Unternehmensgeschichte
Das Unternehmen wurde im Sommer 1916 als Nachfolgeunternehmen der Gadabout Motor Corporation gegründet. Der Sitz war in Buffalo im US-Bundesstaat New York. Philip Heseltine war Präsident und Walter Greunberg Chefingenieur. Sie begannen mit der Produktion von Automobilen. Der Markenname lautete Heseltine. 1917 endete die Produktion.

## Fahrzeuge
Im Angebot stand nur ein Modell. Es war größer als der Gadabout. Ein Vierzylindermotor mit 27 PS Leistung die Hinterachse an. Das Fahrgestell war mit zwei unterschiedlichen Radständen erhältlich. Überliefert ist aber nur der Wert von 269 cm. Einziger Aufbau war ein zweisitziger Roadster.